# Emmanuel Nworie
Emmanuel Chinonso Nworie (1º ottobre 1997) è un lottatore nigeriano, specializzato nella lotta greco-romana. È stato campione continentale ai Giochi panafricani di Brazzaville 2015 ed ai Campionati africani di Port Harcourt 2018.

## Palmarès
| Anno | Manifestazione              | Sede                 | Evento   | Risultato | Note |
| ---- | --------------------------- | -------------------- | -------- | --------- | ---- |
| 2010 | Campionati africani cadetti | Il Cairo             | LL 54 kg | Oro       |      |
| 2015 | Campionati africani         | Alessandria d'Egitto | GR 75 kg | Bronzo    |      |
| 2015 | Giochi panafricani          | Brazzaville          | GR 71 kg | Oro       |      |
| 2016 | Campionati africani         | Alessandria d'Egitto | GR 66 kg | 4º        |      |
| 2018 | Campionati africani         | Port Harcourt        | GR 72 kg | Oro       |      |
| 2019 | Campionati africani         | Hammamet             | GR 72 kg | Bronzo    |      |
| 2019 | Giochi panafricani          | El Jadida            | GR 77 kg | 4º        |      |